# Villa Borghese Pinciana
La Villa Borghese Pinciana és un palau situat a Roma, enclavat en els jardins de Villa Borghese, al turó del Pincio. Alberga actualment la Galeria Borghese.

## Història
L'edifici principal de la vila que actualment hi ha la Galeria Borghese és obra de l'arquitecte Flaminio Ponzio. La seva edificació va començar el 1612 per encàrrec del cardenal Borghese, que la va fer servir com a  vila suburbana , als afores de la Ciutat Eterna. Però el 1613, Ponzio va morir i és succeït en l'obra per Giovanni Vasanzio (el veritable nom era Jan Van Sant), que va projectar una façana amb una terrassa en forma d'U, decorant el conjunt amb nínxols, vànols, estàtues clàssiques i relleus.
La Villa Borghese-Pinciana o  Casina Borghese  s'erigia ja amb fama als afores de la Roma del segle xvii. el 1644, el viatger britànic, John Evelyn la va descriure com un « Eliseo del plaer  amb  fonts de variats mecanismes, oliveres i petits rierols d'aigua ». Evelyn també va dir que era un « viver » d'estruços, paons, cignes i grues i « diverses i estranyes bèsties ».
El príncep Marcantonio IV Borghese (1730 - 1800) va redissenyar els jardins a l'estil anglès i el 1775, sota la direcció de l'arquitecte Antonio Asprucci, va reemplaçar els llavors antiquats tapissos i domassos de cuir de la vila i va reordenar les escultures i antiguitats dels Borghese seguint un criteri temàtic, que va ser notablement acollit per la societat romana.

## Museu públic
La conversió de l'edifici en un genuí museu públic, que es va produir a finals del segle xviii, va ser l'objecte d'una exposició al Getty Center de Los Angeles, el 2000, en ocasió de l'adquisició del centre de cinquanta-quatre dibuixos relatius a aquest esdeveniment.
El 1808, a conseqüència del dèficit en el llegat Borghese, el príncep Camillo Borghese, cunyat de Napoleó, va vendre algunes de les escultures i antiguitats dels Borghese l'Emperador. A causa d'això, el  Gladiador Borghese , reconegut des del segle xvii com una de les més admirables estàtues de la col·lecció, pot en l'actualitat apreciar-se en el Museu del Louvre de París.
Finalment, el 1902, la família Borghese no podia mantenir l'alt cost de manteniment de la vila i la col·lecció va ser venuda a l'Estat italià per un total de 3,6 milions de lires. el 1903, se separen els jardins de la  Casina Borghese , venent aquests primers a l'ajuntament de Roma que els converteixen en parc públic, fins a l'actualitat.
L'edifici va ser restaurat íntegrament des del 1995 fins al 1997, reconstruint l'escala doble del pòrtic, així com el seu interior.